# 天美我堂
天美我堂（あまみがどう）は、大阪府松原市にある地名。2024年現在の行政地名は天美我堂一丁目から天美我堂七丁目。

## 地理
松原市の北西部に位置する。北は天美西、東は北新町、南は堺市北区南花田町、西は堺市北区北花田町・船堂町に接する。

### 河川
- 西除川

## 歴史

### 沿革
- 江戸初期、河内国丹北郡に我堂村が所在。幕府領。
- 慶長年間、我堂村が東我堂村・西我堂村に分村。
  - 分村時代、はじめ幕府領、寛文元年（1661年）から旗本小出氏知行、延享元年（1744年）に再び幕府領、宝暦8年（1758年）から狭山藩北條氏領となる[5]。
- 1875年（明治8年）、東我堂村・西我堂村が合併して、我堂村が再成立。
- 1889年（明治22年）、天美村の大字となる。
- 1947年（昭和22年）、天美村が町制施行し、天美町となる。
- 1955年（昭和30年）、天美町が松原町・三宅村・布忍村・恵我村と合併し松原市が成立するのに伴い、我堂町と改称[6]。
- 1969年（昭和44年）、我堂町・芝町より天美我堂成立。
- 1980年（昭和55年）、一部が堺市に編入[7]。

## 世帯数と人口
2024年（令和6年）2月29日現在の世帯数と人口は以下の通りである。
| 丁目           | 世帯数    | 人口    |
| -------------- | --------- | ------- |
| 天美我堂一丁目 | 860世帯   | 1,676人 |
| 天美我堂二丁目 | 489世帯   | 1,192人 |
| 天美我堂三丁目 | 435世帯   | 881人   |
| 天美我堂四丁目 | 370世帯   | 816人   |
| 天美我堂五丁目 | 228世帯   | 494人   |
| 天美我堂六丁目 | 396世帯   | 875人   |
| 天美我堂七丁目 | 401世帯   | 859人   |
| 計             | 3,179世帯 | 6,793人 |

### 人口の変遷
国勢調査による人口の推移。
| 1995年（平成7年）  | 6,756人 | [ 8 ]  |  |
| 2000年（平成12年） | 6,975人 | [ 9 ]  |  |
| 2005年（平成17年） | 6,943人 | [ 10 ] |  |
| 2010年（平成22年） | 6,936人 | [ 11 ] |  |
| 2015年（平成27年） | 6,850人 | [ 12 ] |  |
| 2020年（令和2年）  | 6,916人 | [ 13 ] |  |

### 世帯数の変遷
国勢調査による世帯数の推移。
| 1995年（平成7年）  | 2,252世帯 | [ 8 ]  |  |
| 2000年（平成12年） | 2,442世帯 | [ 9 ]  |  |
| 2005年（平成17年） | 2,553世帯 | [ 10 ] |  |
| 2010年（平成22年） | 2,599世帯 | [ 11 ] |  |
| 2015年（平成27年） | 2,715世帯 | [ 12 ] |  |
| 2020年（令和2年）  | 2,915世帯 | [ 13 ] |  |

## 学区
市立小・中学校に通う場合、学区は以下の通りとなる。
| 丁目           | 番/番地等 | 小学校               | 中学校                 |
| -------------- | --------- | -------------------- | ---------------------- |
| 天美我堂一丁目 | 全域      | 松原市立天美西小学校 | 松原市立松原第五中学校 |
| 天美我堂二丁目 | 全域      | 松原市立天美西小学校 | 松原市立松原第五中学校 |
| 天美我堂三丁目 | 全域      | 松原市立天美西小学校 | 松原市立松原第五中学校 |
| 天美我堂四丁目 | 全域      | 松原市立天美西小学校 | 松原市立松原第五中学校 |
| 天美我堂五丁目 | 全域      | 松原市立天美小学校   | 松原市立松原第五中学校 |
| 天美我堂六丁目 | 全域      | 松原市立天美西小学校 | 松原市立松原第五中学校 |
| 天美我堂七丁目 | 全域      | 松原市立天美西小学校 | 松原市立松原第五中学校 |

## 事業所
2021年（令和3年）現在の経済センサス調査による事業所数と従業員数は以下の通りである。
| 丁目           | 事業所数  | 従業員数 |
| -------------- | --------- | -------- |
| 天美我堂一丁目 | 30事業所  | 255人    |
| 天美我堂二丁目 | 44事業所  | 404人    |
| 天美我堂三丁目 | 28事業所  | 394人    |
| 天美我堂四丁目 | 32事業所  | 224人    |
| 天美我堂五丁目 | 24事業所  | 179人    |
| 天美我堂六丁目 | 24事業所  | 142人    |
| 天美我堂七丁目 | 38事業所  | 242人    |
| 計             | 220事業所 | 1,840人  |

## 交通

### バス
- 南海バス[16]
  - 9系統：西我堂 - 天美我堂
- ぐるりん号[17]
  - 中央ルート：天美我堂4丁目 → 天美我堂1丁目東
  - 西ルート：天美我堂1丁目 → 天美我堂3丁目 → 天美我堂5丁目

### 道路
- 大阪府道26号大阪狭山線
- 大阪府道187号大堀堺線
- 大阪府道192号我堂金岡線

## 施設
- 松原市立松原第五中学校
- 松原警察署我堂町交番
- 我堂八幡宮
- 善正寺

## 郵便
- 郵便番号：580-0026[3]（集配局：松原郵便局[18]）。

## ギャラリー

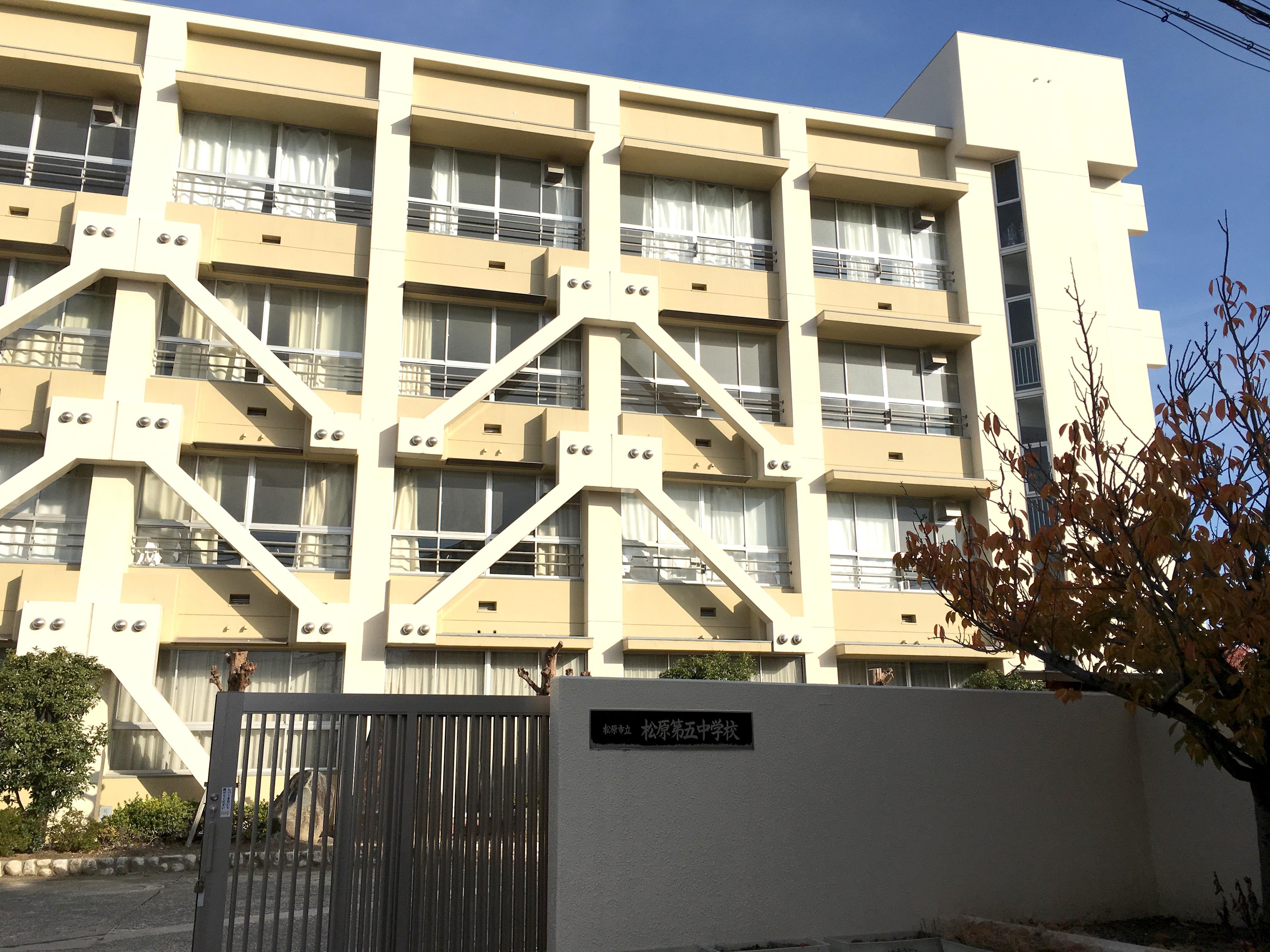
松原市立松原第五中学校